# بیماری سرخرگ کرونری
بیماری سرخرگ کرونری (به انگلیسی: Coronary artery disease) (به اختصار CAD)، یا بیماری ایسکمیک قلب (به انگلیسی: Ischemic heart disease) (به اختصار IHD) گروهی ازبیماری‌های قلبی شایع هستند که شامل آنژین صدری،‌ سکته قلبی و نارسایی قلب می‌شوند این بیماری به‌ویژه در کشورهای توسعه‌یافته و در سنین بالا قربانیان زیادی می‌گیرد.
در بیماران کرونری قلبی، سرخرگ‌های کرونری تنگ و باریک می‌شوند و عضلات قلب از رسیدن خون و درنتیجه اکسیژن کافی محروم می‌گردند. در این صورت، ممکن است در حالت استراحت، اشکالی برای فرد ایجاد نشود، اما وقتی که قلب مجبور باشد کار بیشتری انجام دهد و مثلاً شخص بخواهد چند پله را بالا برود، سرخ‌رگ‌های کرونری نمی‌توانند بر اساس نیاز این عضلات، به آن‌ها خون و اکسیژن برسانند و در نتیجه شخص در هنگام بالا رفتن از پله‌ها دچار درد سینه و آنژین قلبی می‌گردد. در چنین مواقعی اگر فرد کمی استراحت کند، درد معمولاً از بین خواهد رفت.
در حالت پیشرفته، اگر یک سرخرگ کرونر، به‌علت مسدود شدن آن توسط یک لختهٔ خون، به‌طور کامل جلوی خونرسانی‌اش گرفته شود، قسمتی از عضلهٔ قلب که دیگر خون به آن نمی‌رسد، خواهد مرد و این به سکته قلبی می‌انجامد.

## روش‌های تشخیصی

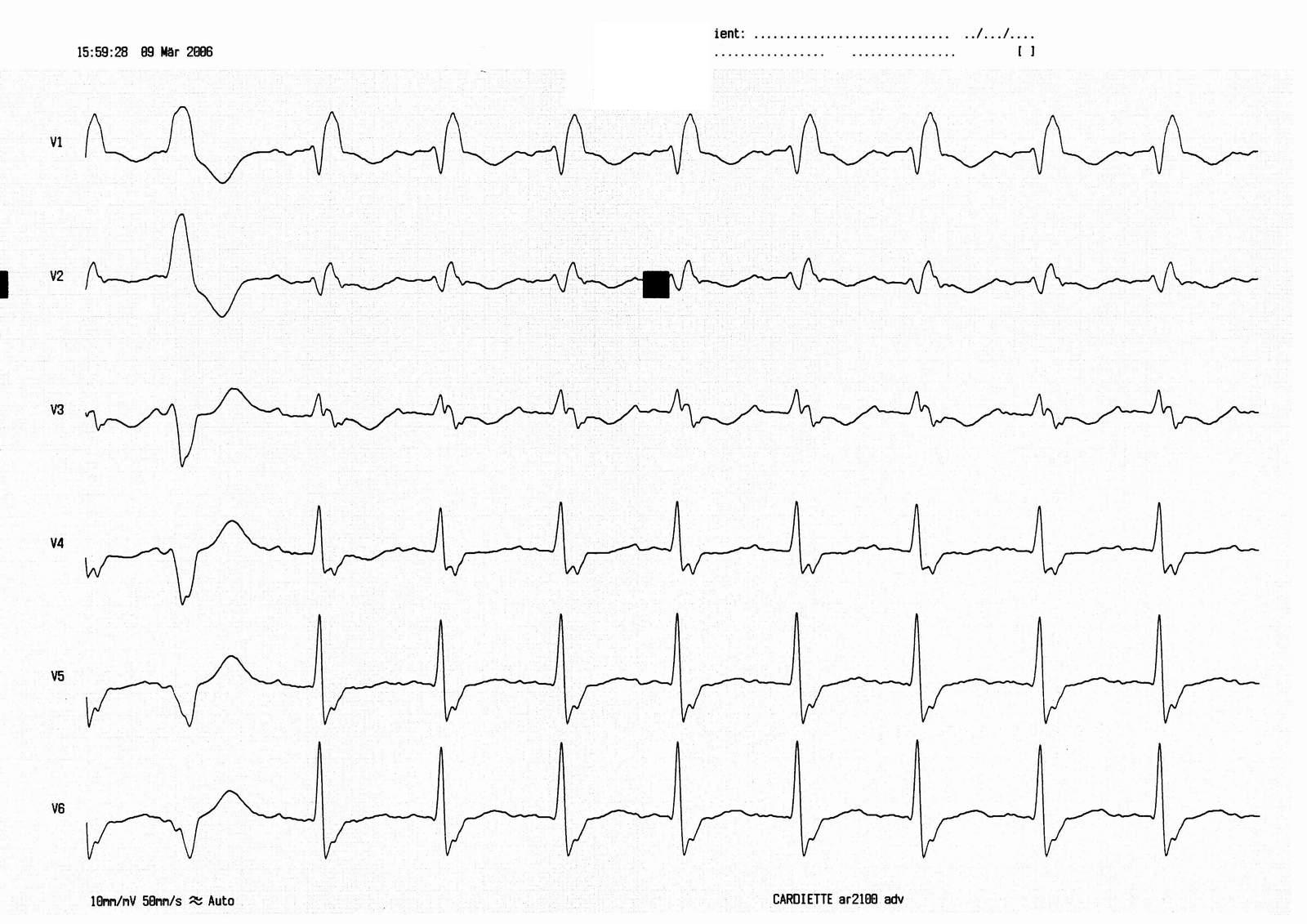
یک تریس ECG
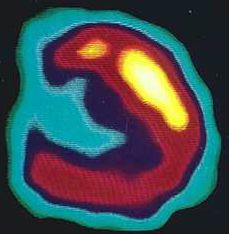
یک اسپکت قلبی
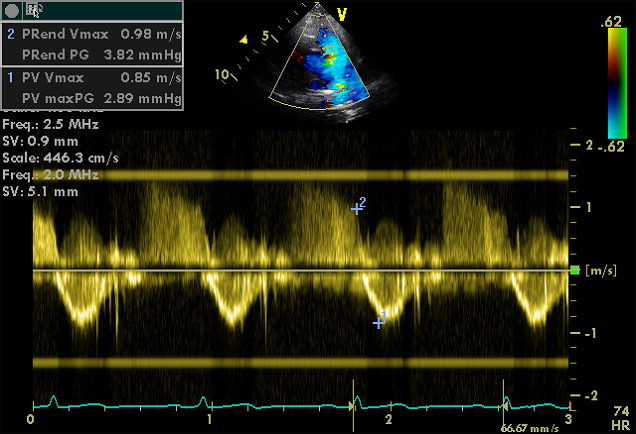
پژواک‌نگاری قلب
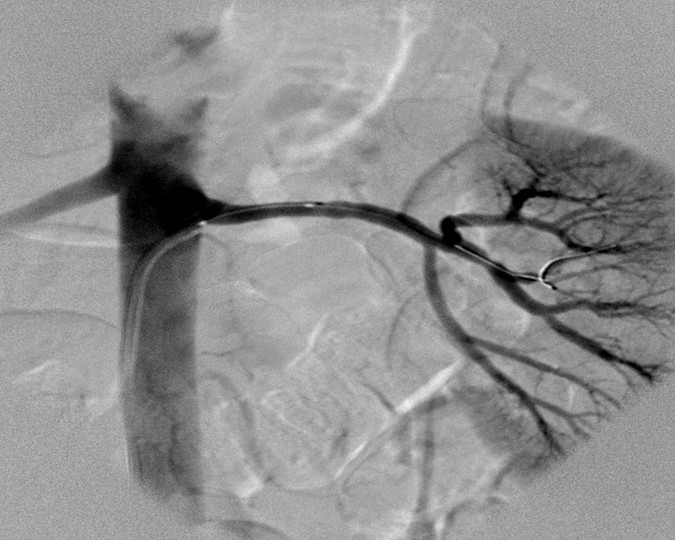
رگ‌نگارهٔ (انژیوگرافی) پرتو ایکس از کلیه

پس از ظهور آنژین قلبی یا علائم دیگر بیماری کرونری در قلب بیمار، چنانچه مورد نیاز باشد، پزشک برای فهم بیشتر وضع بیمار می‌تواند به یکی از روش‌های زیر برای مطالعه و تشخیص بیماری اقدام کند:

### نوار قلب
نوار قلب روشی است که در آن الکترودهای ویژهٔ ریتم تپش قلب و چگونگی هدایت جریان‌های قلبی را به نمایش درمی‌آورد. ماهیچه‌های قلبی صدمه‌دیده و ماهیچه‌های سالم قلبی آثار الکتریکی متفاوتی از خود به‌جای می‌گذارند و از این‌رو در تشخیص بیماری مؤثرند.
در صورت وجود آنژین، گاهی پزشک آزمایش نوار قلب را در حالت فعالیت بیمار می‌سنجد. به این نوع آزمون تست ورزش قلب گفته می‌شود.

### اسپکت
اسپکت روش دیگری است که پزشک از وضع قلب می‌تواند کسب اطلاع کند. ماهیچه‌های سالم و مصدوم قلبی به میزان متفاوتی رادیوایزوتوپ جذب می‌کنند. به‌طور ویژه، از رادیوایزوتوپ‌های تالیم و تکنسیم در تست‌های بررسی سرخرگ‌های کرونری استفاده زیادی می‌شود.

### تست ورزش قلب
اکوکاردیوگرافی تنشی یا تست ورزش قلب مشابه آزمون اسپکت است با این تفاوت که اکوکاردیوگرافی از مواد پرتوزا استفاده نمی‌کند، و به‌جای آن از فراصوت بهره می‌برد. با این روش می‌توان به‌طور زنده قلب را زیر نظر گرفت و مطالعه نمود.
در این تست، با مصرف دارو یا ورزش زیر نظر پزشک، افزایش ضربان قلب صورت می‌گیرد. برخی ناهنجاری‌های قلبی مثل بیماری سرخرگ کرونری قلب، در صورت افزایش ضربان قلب، آسان‌تر تشخیص داده می‌شوند.

### آنژیوگرافی کرونری
با پرتو ایکس می‌توان تصاویری تهیه کرد که اطلاعات بسیار مفیدی را راجع به وضعیت سرخرگ‌های قلبی ارائه می‌دهد.
در این روش با یک کاتتر، مواد کنتراست‌زا مستقیماً به سرخرگ‌های کرونر تزریق می‌شوند، و بلافاصله تصاویر اخذ می‌گردند. از این روش به‌ویژه زمانی استفاده می‌گردد که پزشک احتمال عمل جراحی قلبی را در بیمار پیش‌بینی می‌کند.

### سی‌تی آنژیوگرافی
سی‌تی آنژیوگرافی (CTA) نوعی سی‌تی اسکن رایانه‌ای است که روشی است برای تصویربرداری از عروق در سراسر بدن؛ از سرخرگ‌های تغذیه‌کنندهٔ مغز گرفته تا آن‌هایی که خون را به ریه‌ها، کلیه‌ها، دست‌ها و پاها می‌رسانند. از این روش برای تشخیص میزان گرفتگی عروق استفاده می‌شود
به استفاده از سی‌تی آنژیوگرافی برای بررسی سرخرگ‌های کرونری قلب، سی‌تی آنژیوگرافی کرونری می‌گویند.

### آنژیوگرافی تشدید مغناطیسی
برخلاف آنژیوگرافی با پرتو ایکس، آنژیوگرافی تشدید مغناطیسی، یک روش غیر تهاجمی‌ست و از این‌رو برای بیمارهایی که رگ‌های بسیار حساس یا مشکلاتی با استفاده از کاتتر دارند، کابرد روزافزونی را یافته‌است.

## علائم و نشانه ها
علامت اولیه آنژین درد یا ناراحتی قفسه سینه است که به طور مداوم در طول فعالیت های خاص، بعد از غذا یا در زمان های خاص رخ می دهد که به آنژین پایدار معروف است. این عارضه در اثر باریک شدن رگ های قلب ایجاد می شود. سفتی قفسه سینه، سنگینی، فشار، بی حسی، پری یا فشردن از علائم دیگر آنژین هستند. آنژین ناپایدار، که تغییرات در شدت، شخصیت یا فرکانس را تجربه می کند، می تواند قبل از انفارکتوس میوکارد باشد. در بزرگسالانی که با دلایل ناشناخته درد قفسه سینه به بخش اورژانس مراجعه می کنند، تقریباً 30 درصد به دلیل بیماری عروق کرونر است. آنژین صدری، تنگی نفس، تعریق، حالت تهوع، استفراغ و سبکی سر از علائم حمله قلبی هستند که نیاز به مراقبت فوری پزشکی فوری دارند.
باریک شدن عروق کرونر به دلیل بیماری پیشرفته، جریان خون غنی از اکسیژن به قلب را کاهش می دهد، که در طول فعالیت های شدید که باعث افزایش ضربان قلب و نیاز به اکسیژن می شود، بارزتر می شود. شدت علائم می تواند متفاوت باشد، به طوری که برخی از افراد علائم شدیدی را تجربه می کنند در حالی که برخی دیگر اصلاً علائمی از خود نشان نمی دهند.

### علائم در خانم ها
علائم در زنان با مردان متفاوت است و شایع ترین علامت آن در زنان تنگی نفس است. سایر علائمی که بیشتر در زنان تجربه می شود عبارتند از: خستگی شدید، اختلالات خواب، سوء هاضمه و اضطراب. با این حال، برخی از زنان ممکن است ضربان قلب نامنظم، سرگیجه، تعریق و حالت تهوع را نیز تجربه کنند. شروع علائم در زنان معمولاً 10 سال در مقایسه با مردان به تأخیر می افتد و زنان کمتر احتمال دارد علائم را تشخیص دهند و به دنبال درمان باشند.

## عوامل خطر
بیماری عروق کرونر (CAD) یک بیماری قلبی ناشی از تصلب شرایین است، نوعی تصلب شرایین که در آن شریان‌ها به دلیل التهاب مزمن، پلاک‌های کلسترول را جمع می‌کنند. عوامل خطر بیماری عروق کرونر عبارتند از: سیگار کشیدن، دیابت، فشار خون بالا، سطح بالای کلسترول و سایر چربی ها در خون، چاقی، ورزش نکردن، رژیم غذایی نامناسب و سابقه خانوادگی. ژنتیک نیز نقش مهمی در ایجاد بیماری عروق کرونر دارد که حدود نیمی از موارد به عوامل ژنتیکی مرتبط است. سیگار و چاقی به ترتیب با 36 درصد و 20 درصد موارد بیماری عروق کرونر مرتبط هستند.
کشیدن تنها یک نخ سیگار در روز خطر ابتلا به بیماری عروق کرونر  را تا 100 درصد افزایش می دهد، در حالی که عدم ورزش با 7 تا 12 درصد موارد CAD مرتبط است. قرار گرفتن در معرض علف کش عامل نارنجی نیز ممکن است خطر ابتلا به بیماری عروق کرونر را افزایش دهد. بیماری های روماتولوژیک مانند آرتریت روماتوئید، لوپوس اریتماتوز سیستمیک، پسوریازیس و آرتریت پسوریاتیک نیز از عوامل خطر مستقل هستند. به نظر می رسد استرس شغلی نقش کوچکی در بیماری عروق کرونر ایفا می کند و حدود 3 درصد موارد را تشکیل می دهد. داشتن یک الگوی رفتاری نوع A، یک ویژگی شخصیتی که با اضطرار زمانی، رقابت پذیری، خصومت و بی حوصلگی مشخص می شود، با افزایش خطر ابتلا به بیماری عروق کرونر مرتبط است.

### چربی های خون
مصرف انواع مختلف چربی ها از جمله چربی های غیر اشباع ترانس، اشباع نشده و غیر اشباع سیس می تواند بر سطح کلسترول در جریان خون تاثیر بگذارد. چربی های غیر اشباع از منابع گیاهی منشاء می گیرند و به دو شکل ایزومرهای سیس و ترانس می باشند. در حالی که چربی های غیر اشباع سیس در ساختار مولکولی خم می شوند، چربی های ترانس خطی هستند. چربی های اشباع که از منابع حیوانی منشا می گیرند نیز ساختار مولکولی خطی دارند. انباشته شدن این چربی ها در دیواره های شریانی می تواند زمانی رخ دهد که سایر اقدامات مثبت برای سلامت جسمانی رعایت نشود و منجر به اثرات منفی بر سلامت شود.
چربی ها و کلسترول در خون نامحلول هستند و بنابراین با پروتئین ها ترکیب می شوند و لیپوپروتئین هایی را برای انتقال تشکیل می دهند. لیپوپروتئین های با چگالی کم (LDL) کلسترول را از کبد به بقیه بدن منتقل می کنند و سطح کلسترول خون را افزایش می دهند. مصرف چربی های اشباع شده سطح LDL را در بدن افزایش می دهد و منجر به افزایش سطح کلسترول خون می شود. از سوی دیگر، لیپوپروتئین های با چگالی بالا (HDL) لیپوپروتئین های "خوب" در نظر گرفته می شوند زیرا کلسترول اضافی را در بدن جستجو می کنند و آن را برای دفع به کبد منتقل می کنند. چربی های ترانس، با این حال، سطح LDL را افزایش می دهند در حالی که سطح HDL را کاهش می دهند و به طور قابل توجهی سطح کلسترول خون را افزایش می دهند.
افزایش سطح کلسترول در جریان خون با ایجاد آترواسکلروز، وضعیتی که در آن ذرات LDL در دیواره های شریانی تجمع می یابند و منجر به تشکیل پلاک می شود، مرتبط است. همانطور که پلاک ها ایجاد می شوند، می توانند جریان خون را محدود کنند و باعث ایجاد طیف وسیعی از علائم از جمله تنگی نفس، درد قفسه سینه و حملات قلبی بالقوه کشنده شوند. آترواسکلروز می تواند شریان های کرونری را که خون را به قلب می رسانند، تحت تاثیر قرار دهد و منجر به کاهش خون رسانی و افزایش خطر بیماری قلبی عروقی شود.

### ژنتیک
وراثت پذیری بیماری عروق کرونر بین 40 تا 60 درصد تخمین زده شده است، با مطالعات ارتباطی ژنومی که بیش از 160 جایگاه ژنتیکی را برای این بیماری شناسایی کرده است.

## پاتوفیزیولوژی
جریان محدود خون به قلب می تواند منجر به ایسکمی یا گرسنگی سلولی به دلیل کمبود اکسیژن در سلول های عضلانی قلب شود. این می تواند باعث آسیب، مرگ و زخمی شدن عضله قلب بدون رشد مجدد سلول ها شود. باریک شدن مزمن شریان های کرونری همچنین می تواند باعث ایسکمی گذرا شود که منجر به آریتمی بطنی و فیبریلاسیون بطنی بالقوه می شود که می تواند کشنده باشد.
بیماری عروق کرونر اغلب به دلیل تجمع پلاک در شریان های کرونری ایجاد می شود که خون را به عضله قلب می رسانند. این تجمع که به عنوان آترواسکلروز شناخته می شود، شامل سخت شدن و سفت شدن پوشش شریان و همچنین تجمع رسوبات متشکل از کلسیم، چربی های چرب و سلول های التهابی غیر طبیعی است. رسوبات کلسیم فسفات در لایه عضلانی رگ های خونی نقش مهمی در مراحل اولیه تصلب شرایین کرونری ایفا می کند که منجر به سفت شدن شریان ها و افزایش خطر بیماری می شود.
تحقیقات نشان داده است که مکانیسم متاستاتیک کلسیفیلاکسی در بیماری مزمن کلیه و همودیالیز رخ می دهد، جایی که پلاک ها می توانند به کانال های عروق کرونر بیرون زده و باعث انسداد نسبی جریان خون شوند. تقریباً نیمی از افراد مبتلا به اختلال عملکرد کلیه به دلیل بیماری مزمن کلیه و همودیالیز، علیرغم وجود پلاک، بر اثر بیماری عروق کرونر جان خود را از دست می دهند. این پلاک‌ها را می‌توان به‌عنوان «جوش‌های» بزرگ در نظر گرفت که جریان خون را مسدود می‌کنند و می‌توانند از یک تا ده‌ها در سراسر شریان‌های کرونری متغیر باشند. شکل شدیدتر بیماری عروق کرونر، انسداد کامل مزمن (CTO) است که در آن یک شریان کرونر به طور کامل بیش از 3 ماه مسدود می شود.
آنژین میکروواسکولار نوعی آنژین صدری است که با درد و ناراحتی قفسه سینه بدون علائم انسداد در عروق کرونر بزرگتر در طی آنژیوگرافی مشخص می شود. علت دقیق آنژین میکروواسکولار ناشناخته است، با توضیحات احتمالی از جمله اختلال عملکرد میکروواسکولار یا آترواسکلروز اپیکارد. زنان بیشتر از مردان به آنژین میکروواسکولار مبتلا می‌شوند و هورمون‌ها و سایر عوامل خطر منحصر به فرد در زنان نقش بالقوه‌ای دارند.